# Pippa Passes (pel·lícula)
 Pippa Passes, també titulada “The Song of Conscience”, és una pel·lícula muda de la Biograph dirigida per D. W. Griffith i protagonitzada per Gertrude Robinson. Està basada en el poema homònim de Robert Browning. Filmada a Edgewater i als estudis de la companyia a Nova York en una sola bobina, es va estrenar el 4 d’octubre de 1909.

## Argument
De bon matí el sol entra per la finestra de Pippa il·luminant l’estança. És dia de festa i Pippa es vesteix i amb el seu llaüt surt a cantar sense adonar-se el bé que està a punt de fer. Un home marxa de casa per gastar-se els guanys a la taberna negligint la dona que amb una criatura resta desesperada. Mentre és a la taverna, Pippa passa cantant la seva cançó de pau que arriba al fons de cor de l’home que decideix tornar a casa i prometre que mai més tornarà a veure. El següent episodi correspon al casament de Jules amb una model grega que Jules pressuposa una noia innocent. Quan s’adona del seu veritable caràcter Jules l’hauria colpejat però en sentir la cançó sent la necessitat de perdonar-la i protegir-la. Després, travessant els carrers, Pippa s'acosta a una casa on una terrible tragèdia és a punt de succeir. Luca dorm i la seva dona, Ottima, convenç el seu amant, Sibald, perquè el mati. Ja té la daga aixecada quan se sent la cançó de Pippa evitant la tragèdia. El sol es va ponent i Pippa se’n va a dormir sense saber tot el bé què ha fet.

## Repartiment
- Gertrude Robinson (Pippa)
- George Nichols (marit borratxo)
- Arthur V. Johnson (Luca)
- Marion Leonard (Ottima)
- Owen Moore (Sibald)
- Linda Arvidson (model grega)
- James Kirkwood (Jules)
- Anthony O'Sullivan (a l’estudi)
- Mary Pickford (noia en la multitud)
- William A. Quirk (a l’estudi)
- Mack Sennett (a l’estudi)
- Henry B. Walthall
- Clara T. Bracy
- Adele DeGarde